# KBCpresents 甲南大学放送部 KStime 伊丹キャンパス
『KBCpresents 甲南大学放送部 KStime 伊丹キャンパス』（KBCプレゼンツ こうなんだいがくほうそうぶ KSタイム いたみキャンパス）は、コミュニティ放送・ハッピーエフエムいたみで2018年4月7日から放送されているラジオ番組。
甲南大学の学生放送部である「文化会KSWL放送部門KBC」が制作している。提供スポンサーは「甲南大学父母の会」。

## 概要
番組名に「伊丹キャンパス」と入っているが、伊丹市内に甲南大学のキャンパスは存在していない。甲南大学KSWL放送部門KBCが岡本キャンパスの放送室で収録した音源を放送している。
毎週土曜日の23：30～24：00の30分間放送。第1週・2週が本放送、第3週・4週が再放送、第5週は放送休止。
4つのコーナー（後述）と3曲の音楽で構成されており、全体を通してテーマが設定されることもある。大学生の流行や季節の話題のほか、甲南大学からのお知らせや、伊丹市・神戸市の観光情報を発信している。KSWL放送部門KBCのアナウンサー班の部員2名がパーソナリティを担当するが、まれにパーソナリティ1人で進行したり、他班の部員や他団体がゲストとして登場することもある。
基本的にエフエムいたみでの放送用に録り下ろした音源が放送されるが、感染症の流行などによる臨時休校によって収録が不可能な際には、過去に学内で放送した収録音源が放送されることがある。

## 主なコーナー
- フリートーク - 大学生の流行や季節の話題についてトークをするコーナー。
- KBC活動報告 - 甲南大学放送部門KBCの活動報告のほか、番組発表会や大学祭などの行事の告知も行う。
- 甲南大学からのお知らせ - オープンキャンパスの日程や、入試情報の告知を行う。
- 伊丹紹介 - 伊丹市の観光情報やイベントについて紹介する。甲南大学のある神戸市の観光情報を紹介することもある。
- お便りコーナー